# Стрельцов, Андрей Иванович
Андре́й Ива́нович Стрельцо́в  (18 марта 1984, Уварово, Тамбовская область, СССР) — российский футболист, фланговый защитник.

## Карьера
С детства начал заниматься футболом под руководством своего отца, который в то время работал с взрослой командой. Его дебют в матчах Высшей лиги состоялся в 2001 году, когда он выступал за московский «Спартак». В 2008 году выступал за «Луч-Энергию». 1 февраля 2010 года подписал контракт с «Анжи», за который выступал и ранее в 2006—2008 годах.
22 января 2011 года подписал контракт с «Динамо» Брянск.
В Премьер-лиге провёл 49 матчей, забил 4 мяча.

## Достижения
- Чемпион России: 2001
- Бронзовый призёр чемпионата России (2): 2002, 2003
- Чемпион Латвии (1).
- Серебряный призёр Кубка чемпионов содружества (2).